# Cogent通信
Cogent Communications是一家基于美国的跨国互联网服务供应商。Cogent的主要服务包括通过光纤、纯IP数据网络以及数据中心托管提供互联网接入和数据传输。
Cogent的AS（编号174）是互联网上具有最高连接度排名的AS之一。同時也負責C.root-servers.net這組根域名伺服器的運作。

## 收购历史
Cogent成立于1999年，是互联网通信业增长的高峰期，由包括Keiretsu Forum成员在内的天使投资人出资。在三年来，Cogent共收购了13家运营商，以6000万美元购买了140亿美元的资本，包括包括价值40亿美元的物业、厂房和设备。
- 2001年9月 - 收购NetRail的资产[5]
- 2002年2月 - 收购Allied Riser[7][8]
- 2002年4月 - 收购OnSite Access的楼宇接入协议
- 2002年4月 - 收购PSINet的美国主要资产[9]
- 2002年9月 - 收购FiberCity网络的主要资产
- 2003年2月 - 收购Fiber网络解决方案[10]
- 2003年5月 - 收购Applied Theory的资产
- 2004年1月 - 收购LambdaNet France & Spain[11]
- 2004年3月 - 收购Fiber网络和Equipment in Germany Out of Former Carrier1 Assets[12]
- 2004年9月 - 收购Global Access[13]
- 2004年10月 - 收购Aleron宽带[14]
- 2004年12月 - 收购NTT/Verio在美国的专用接入业务。[15]
- 2022年9月 -收购T-Mobile US的有线业务

## 对等连接
Cogent在ISP市场中的低带宽定价及与AOL（2003）、 France Telecom（2006）、 Level 3 Communications（2005）、 TeliaSonera（2008年3月）和Sprint Nextel（2008年10月）。的对等连接一直存在争议。
2008年3月14日，Cogent停止路由来自欧洲网络提供商Telia（AS 1299）的数据包，这两个网络之间失去连通性。该连接在2008年3月28日重新建立，在美国和欧洲设有互连点。
2011年6月6日，Cogent自动停止与能源科学网（ESnet）的对等连接，导致3天的中断。
Cogent尚未同意与最大的IPv6连接提供商Hurricane Electric对等连接。截至2016年3月，不能在两个网络之间直接连接。Cogent与Google的IPv6对等连接也已在2016年停止。
2017年2月，Cogent屏蔽众多盗版和流媒体网站，包括海盜灣。